# Tunjungrejo (Margoyoso)
Tunjungrejo is een bestuurslaag in het regentschap Pati van de provincie Midden-Java, Indonesië. Tunjungrejo telt 2915 inwoners (volkstelling 2010).